# Ailuronyx
Ailuronyx är ett släkte av ödlor som beskrevs av Leopold Fitzinger 1843. Släktet ingår i familjen geckoödlor.
Arterna i Ailuronyx återfinns endast på Seychellerna. De är nattaktiva och klättrar på träd. Med en vikt av 7 g eller lite mer är de ganska stora geckoödlor. Inom släktet finns arter som är allätare och arter som är växtätare. Troligtvis ingår nektar och pollen i födan men inte blad. Typisk är en kort svans och en art kan byta färgsättningen. Grundfärgen är grön det finns förutom könsorganen inga skillnader mellan hannar och honor. Honor lägger en eller två ägg som bevakas innan de kläcks. Ailuronyx seychellensis kan leva lite över 6 år.
Släktet omfattar tre arter enligt Catalogue of Life:
- Ailuronyx seychellensis
- Ailuronyx tachyscopaeus
- Ailuronyx trachygaster

IUCN listar Ailuronyx trachygaster som akut hotad (CR), Ailuronyx tachyscopaeus som nära hotad (NT) och Ailuronyx seychellensis som livskraftig (LC).